# San Joaquin (rivier)
De San Joaquin is een rivier in de Central Valley van de Amerikaanse staat Californië. Het is, na de Sacramento, de langste rivier in de staat. De San Joaquin heeft acht grote zijrivieren, die samen een gebied met een oppervlakte van 83.000 km2 in de San Joaquin Valley draineren, het grootste stroomgebied van Californië. Water van de rivier wordt op grote schaal gebruikt voor de irrigatie van de landbouwgrond in de San Joaquin Valley, zoals voor de katoen- of sinaasappelteelt, waardoor het middelste deel van de San Joaquin (tussen El Nido en het San Luis National Wildlife Refuge) vaak droog staat. Een aantal belangrijke zijrivieren van de San Joaquin zijn de Stanislaus, de Tuolumne, de Merced en de Mokelumne. Ten zuiden van Sacramento komt de rivier uit in de Sacramento-San Joaquindelta, een gezamenlijke delta met de Sacramento. De delta komt uit in de Baai van San Francisco.

## Loop

### Bovenloop (tot Friant Dam)

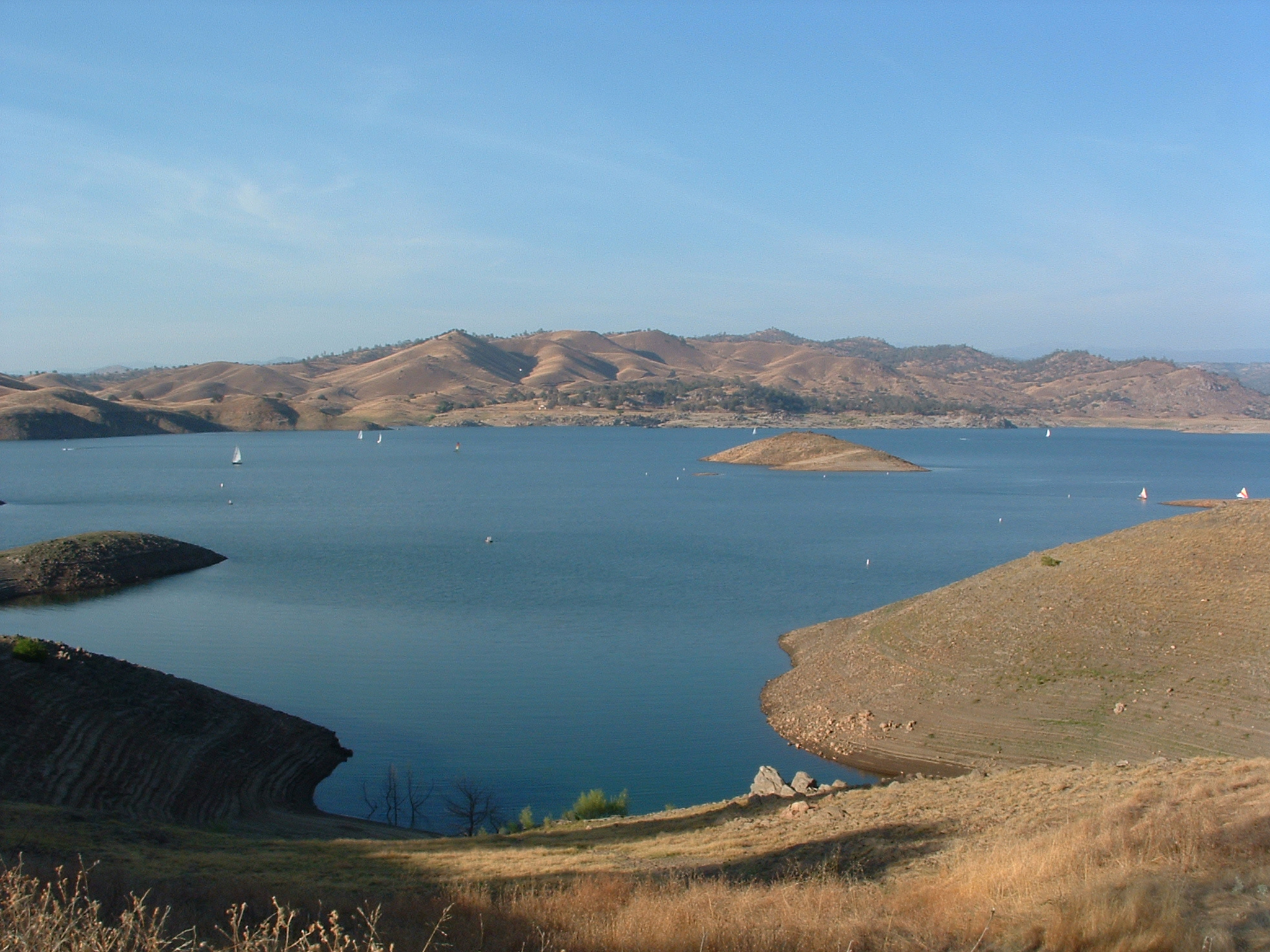
Millerton Lake, het stuwmeer achter de Friant Dam, vormt het grootste stuwmeer op de San Joaquin

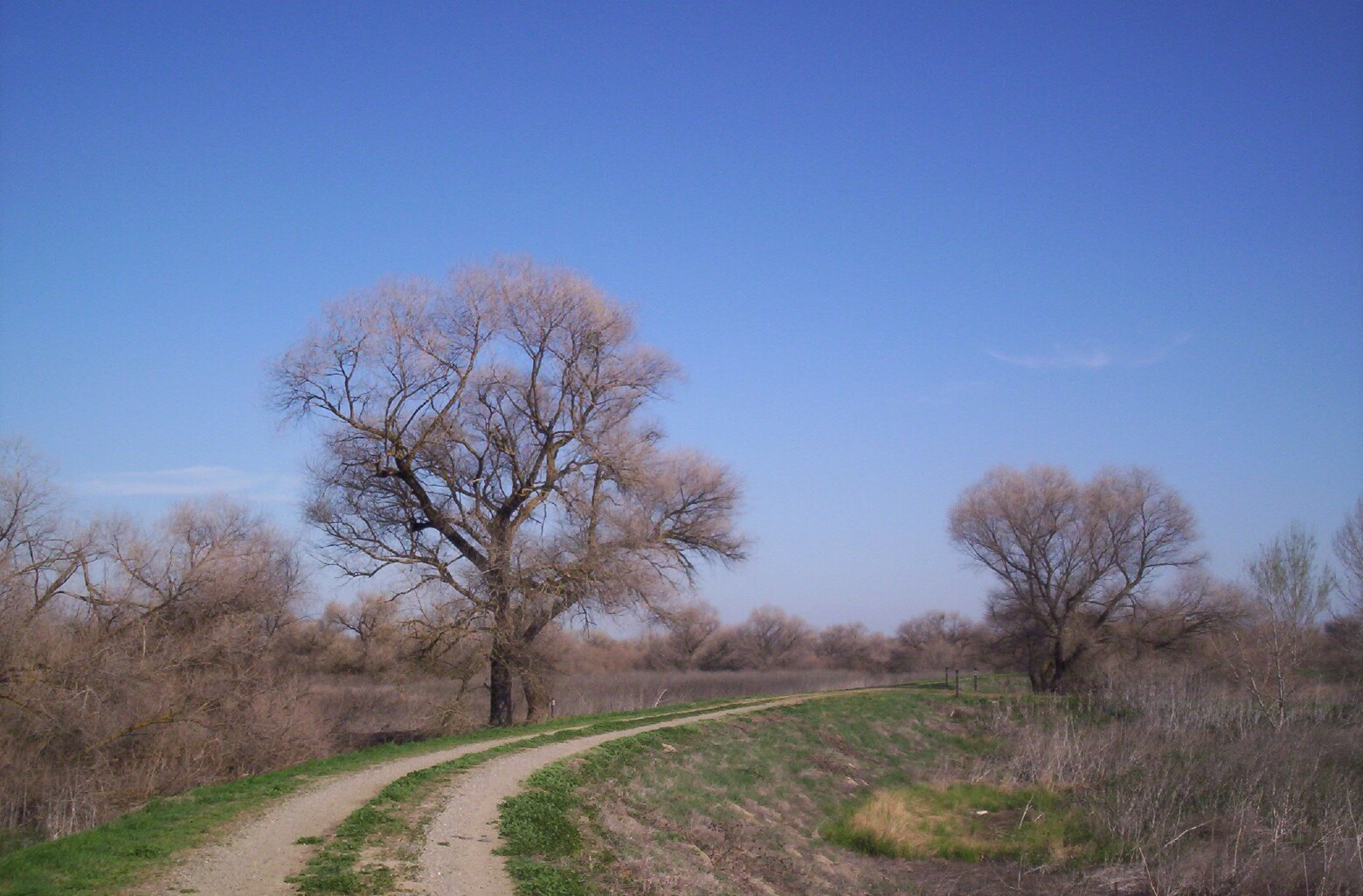
Een weg in het San Luis National Wildlife Refuge een van de weinige resterende wetlands langs de San Joaquin

De San Joaquin ontspringt in de Sierra Nevada. De rivier heeft drie bronnen. Nadat deze drie bergrivieren samenvloeien stroomt de rivier door een nauwe kloof, om daarna uit te komen in het Millerton Lake, een stuwmeer ontstaan door de bouw van Friant Dam in 1942. Millerton Lake is van groot belang voor de irrigatie van de Californische Central Valley. Een andere belangrijke dam voor irrigatie in het stroomgebied van de Joaquin is de Don Pedro Dam op de Tuolumne, een zijrivier van de San Joaquin.

### Middenloop (droog)

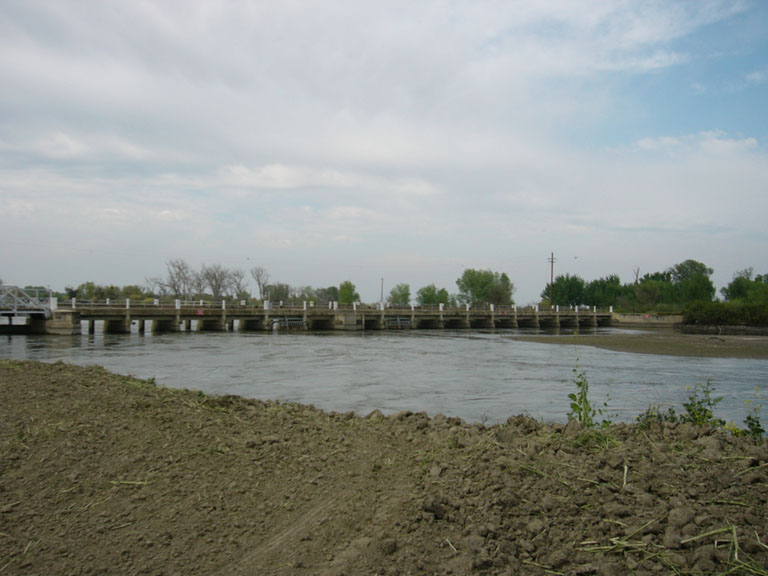
De San Joaquin bij de Mendota Pool tijdens de hoge waterstanden van april 2006

Na Friant Dam stroomt (of stroomde) de rivier in noordwestelijke richting door de Central Valley. In deze vallei ligt onder meer de Mendota Dam, een belangrijke dam voor de irrigatie in de vallei. Hier vertrekken veel irrigatiekanalen die water afleiden van de San Joaquin. De relatief kleine Mendota Dam werd gebouwd in 1871 bij de samenvloeiing van de San Joaquin en de Fresno Slough. De Fresno Slough is een aftakking van de Kings River en brengt water aan van de Kings River wanneer deze een hoge waterstand heeft (enkel in het regenseizoen). Het voormalige Tulare Lake stroomde soms ook weleens over via de Fresno Slough naar de San Joaquin. Daarnaast vond er ondergrondse stroming plaats van het Tulare Lake naar de San Joaquin.
In het droge seizoen komt er geen water van de Kings River en staat de San Joaquin doorgaans droog op dit punt (al probeert USBR dit te wijzigen door water los te laten uit Friant Dam). In dit geval vormt het Delta-Mendota kanaal de enige bron van water bij de Mendota Pool. Dit kanaal voert water van de Sacramento-delta, 188 kilometer noordelijker, naar de Mendota Pool, waarbij het water voor een hoogte van 60 meter dient opgevoerd te worden door middel van pompen. In het droge seizoen stroomt het water in de Fresno Slough vaak zuidwaarts (van de Mendota Pool richting Tularebekken).
Vijfentwintig kilometer ten noorden van de Mendota Pool ligt een volgende dam, de Sack Dam. Gewoonlijk passeert er geen water de Sack Dam en staat de San Joaquin volledig droog na deze dam. Nog eens zestien kilometer noordelijker, ten westen van El Nido, is er opnieuw een afleiding van de San Joaquin, nu in noordelijke richting. Vanaf hier, tot aan het San Luis National Wildlife Refuge (zo'n twintig kilometer verder) is er van een rivier geen sprake meer.

### Benedenloop (vanaf Hills Ferry)
Na het San Luis National Wildlife Refuge loopt de bedding van de San Joaquin door het Great Valley Grasslands State Park waar Bear Creek vanuit de stad Merced zich bij de San Joaquin voegt. Bear Creek voert wat water aan, maar vaak is dit onvoldoende om de San Joaquin terug in een rivier te veranderen. Vijftien kilometer verder mondt de Merced rivier uit in een vaak droogstaande San Joaquin bij Hills Ferry, ten zuidwesten van Turlock. Vanaf hier "stroomt" de San Joaquin terug, dankzij het water van de Merced. Veertig kilometer noordwaarts stromen nog twee belangrijke zijrivieren, de Tuolumne en de Stanislaus, in de San Joaquin. Na Stockton is de rivier artificieel uitgediept en stroomt deze door een uitgestrekte delta. In de delta voegt de Mokelumne zich nog bij de San Joaquin.

## Waterwerken
Hoewel de rivier oorspronkelijk een meanderende loop had, wordt het water tegenwoordig op de meeste plekken door kanalen geleid om het risico van overstromingen te beperken. Vandaag is de San Joaquin een van de rivieren in Californië met de meeste dammen en afleidingen. Slechts twintig procent van het oorspronkelijk debiet bereikt de monding van de rivier. Al het andere water werd afgeleid voor irrigatie en drinkwater.

### Elektriciteit

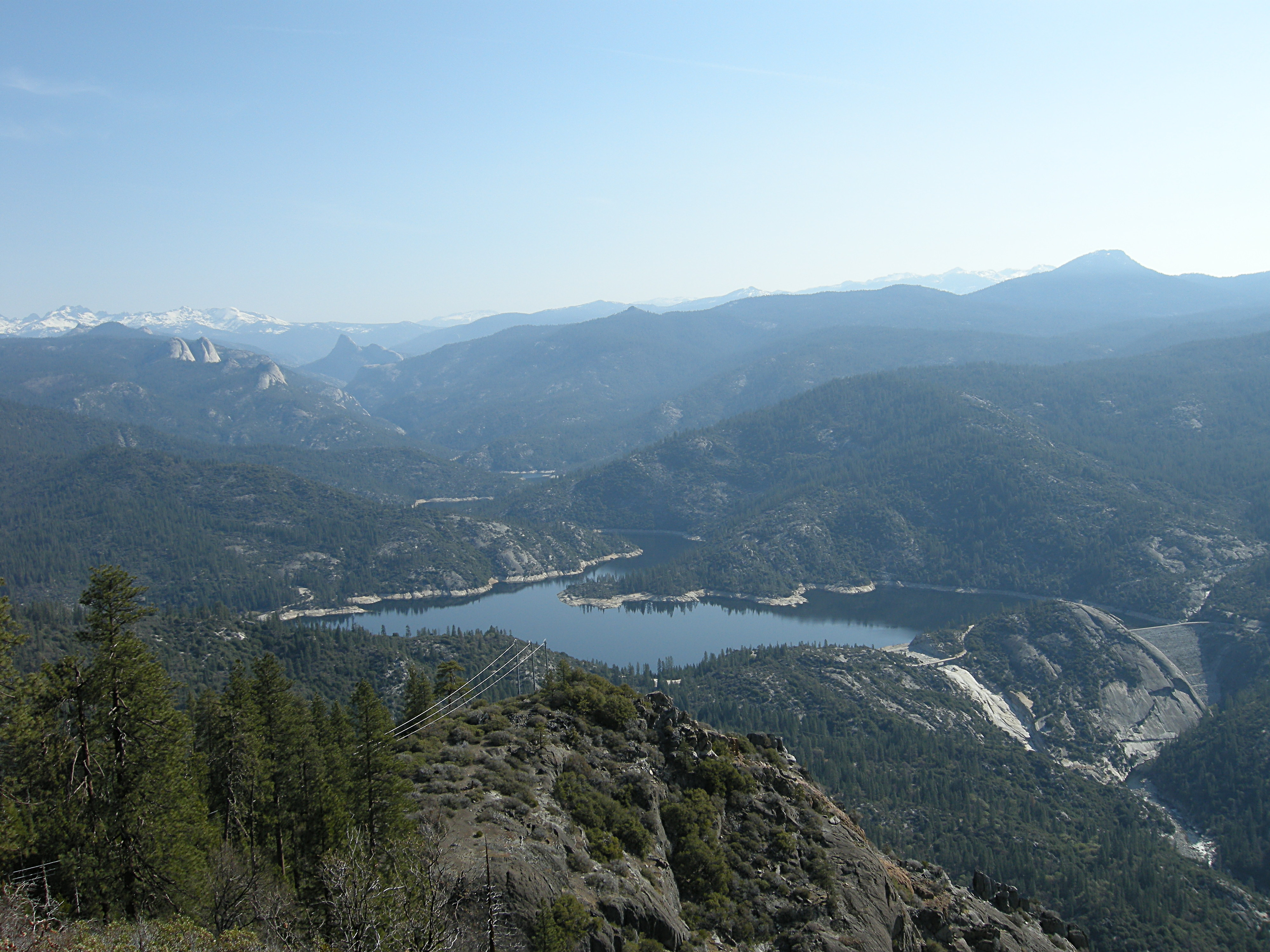
Mammoth Pool Dam, de belangrijkste dam van het Big Creek Hydroelectric Project, werd afgewerkt in 1959

In de vroege twintigste eeuw zochten Californische steden in de wijde omgeving (Los Angeles inbegrepen) nieuwe energiebronnen voor hun snel groeiende bevolking en industrie. In 1902 verkreeg een bedrijf, vandaag Southern California Edison waterrechten in de bovenloop van de San Joaquin. In hetzelfde jaar werden plannen gemaakt voor de ontwikkeling van het Big Creek Hydroelectric Project, een grootschalig project met verschillende waterkrachtcentrales. De werken startten in 1911. In 1920 werd de Kerckhoff Dam geopend, de eerste waterkrachtcentrale. Nadien volgden nog verschillende andere als de Redinger Dam (1951) en de Mammoth Pool Dam (1958-59), hogerop langs de rivier. In totaal werden acht dammen gebouwd en verschillende ondergrondse tunnel, waarvan de langste 6600 meter lang is. In totaal werden negen krachtcentrales gebouwd, met een totale capaciteit van 1014 MW; de laatste krachtcentrale kwam online in 1987.

### Grondwateronttrekking

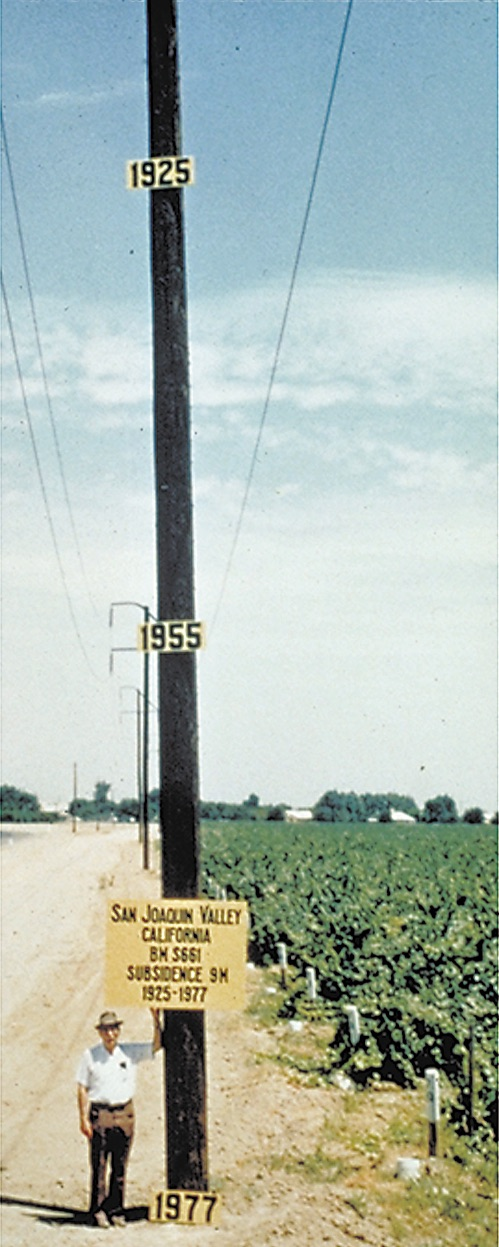
Paal die de maximale bodemdaling in de San Joaquinvallei markeert: meer dan 28 ft (8,5 meter)

Vanwege de grote nood aan irrigatiewater en onvoldoende aanvoer door de San Joaquin werd sinds het einde van de negentiende eeuw de grote aquifer onder de San Joaquin Valley aangeboord. Voordien volstond de aanvoer van oppervlaktewater via de San Joaquin. Naarmate er meer aan landbouw gedaan werd en de vraag groter werd en naarmate betere technieken beschikbaar waren, werd er steeds dieper naar grondwater geboord. Tijdens de jaren 60 van de twintigste eeuw bereikte de grondwateronttrekking zijn piek, maar ook vandaag wordt er nog veel water opgepompt. Door deze onttrekking van grondwater zakte de bodem in de vallei. In de buurt van Mendota daalde de bodem het meeste, tot 8,5 meter. In bepaalde gebieden is het grondwaterniveau meer dan 120 meter gedaald.

### Herstel
In 2009 startte het federale Bureau of Reclamation met het loslaten van water uit de Friant Dam in een poging om twee droge delen van de San Joaquin te herstellen (103 km in totaal). Een van deze delen gaat van de Friant Dam tot de Mendota Pool. Dit betekende evenwel dat er 12 tot 15 procent minder water beschikbaar is voor irrigatie. De San Joaquin was het laatst verbonden met de oceaan in 2010. Met "verbonden" wordt bedoeld dat er water stroomde in het deel tussen de Friant Dam en de monding van de Merced bij Hills Ferry.